# دهستان گونی مرکزی
دهستان گونی مرکزی یکی از دهستان‌های استان آذربایجان شرقی است که در بخش مرکزی شهرستان شبستر واقع شده‌است.